# Tapete vermelho

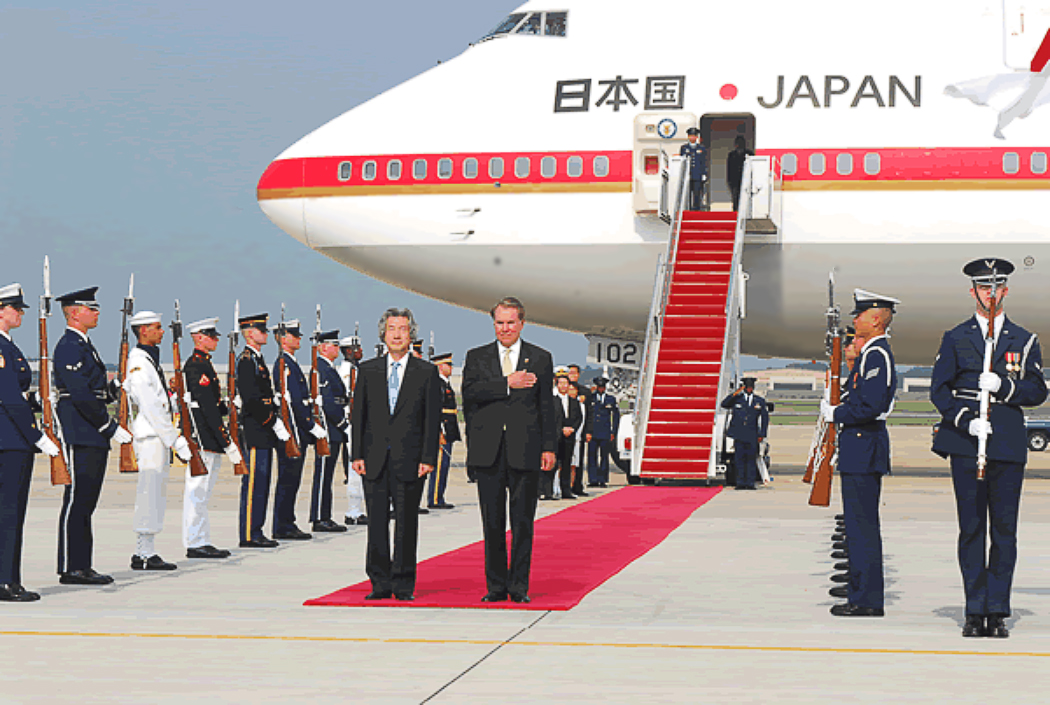
Tapete vermelho desenrolado para o primeiro-ministro japonês Junichiro Koizumi em Washington, 2006.

A expressão tapete vermelho faz referência aos longos tapetes de cor vermelho forte que servem para receber pessoas que gozam de algum tipo de prestígio: artístico, político etc.